# Chlorophytum dalzielii
Chlorophytum dalzielii là một loài thực vật có hoa trong họ Măng tây. Loài này được (Hutch. ex Hepper) Nordal mô tả khoa học đầu tiên năm 1993.